# (8243) Devonburr
(8243) Devonburr est un astéroïde de la ceinture principale.

## Description
(8243) Devonburr est un astéroïde de la ceinture principale. Il fut découvert le 30 septembre 1975 à l'observatoire Palomar par Schelte J. Bus. Il présente une orbite caractérisée par un demi-grand axe de 2,59 UA, une excentricité de 0,14 et une inclinaison de 8,5° par rapport à l'écliptique.

## Compléments